# Born in Babylon
Born in Babylon är Soldiers of Jah Armys tredje fullägnade album. Det släpptes i augusti 2009.

## Låtlista
1. Born In Babylon
2. Losing My Mind
3. Used to Matter
4. Bleed Through
5. You and Me
6. Don't Forget
7. Decide You're Gone
8. I Don't Wanna Wait
9. I Tried
10. Never Ever
11. Summer Breeze
12. Waking Up
13. Thunderstorms
14. Here I Am
15. Rest of My Life (Bonus Track)